# Labyrinth (banda)
Labyrinth é uma banda italiana de power metal fundada em 1991.
Após 7 anos inativos, a banda retornou com o álbum Architecture of a God, lançado em 21 de abril de 2017 pela Frontiers Music Srl. Em janeiro de 2021, lançaram o seu nono álbum de estúdio, Welcome to the Absurd Circus. No mesmo ano, o álbum Return to Heaven Denied foi eleito pela Metal Hammer como o 17º melhor álbum de metal sinfônico de todos os tempos.

## Formação

### Formação atual
- Roberto Tiranti  - vocal (1997–2014; 2016 – atualmente), baixo (2006–2010)
- Andrea Cantarelli guitarra (1991 – atualmente)
- Olaf Thorsen guitarra (1991–2002, 2009 – atualmente)
- Oleg Smirnoff - teclado (2016 – atualmente)
- Nik Mazzucconi - baixo (2016 – atualmente)
- John Macaluso - bateria (2016 – atualmente)

### Ex-membros
- Mark Boals (vocal) (2014-2016)
- Andrea De Paoli (teclado e piano) (1997 – 2016)
- Alessandro Bissa (bateria) (2010 – 2016)
- Sergio Pagnacco (baixo) (2010 – 2016)
- Mattia Stancioiu (Mat Stancioiu) - bateria (1997–2010)
- Pier Gonella -  guitarra (2003–2009)
- Cristiano Bertocchi (Chris Breeze) - baixo (1995–2006)
- Morby - vocal (1998–1999)
- Fabio Lione -  vocal (1991–1996)
- Franco Rubulotta (Frank Andiver) - bateria (1991–1996)
- Ken Taylor -  teclado (1991–1996)
- Andrea Bartoletti  - baixo (1991–1994)

## Discografia
Álbuns de estúdio
- No Limits (1996)
- Return to Heaven Denied (1998)
- Sons of Thunder (2000)
- Labyrinth (2003)
- Freeman (2005)
- 6 Days to Nowhere (2007)
- Return to Heaven Denied Pt. II: "A Midnight Autumn's Dream" (2010)
- Architecture of a God (2017)[4]
- Welcome to the Absurd Circus (2021)

EPs
- Midnight Resistance (1994)
- Piece of Time (1995)
- Timeless Crime  (1999)